# Thể thao dưới nước tại Đại hội Thể thao Bán đảo Đông Nam Á 1967
Các môn thể thao dưới nước tại Đại hội Thể thao Bán đảo Đông Nam Á năm 1967 bao gồm ba nội dung thi đấu chính: bơi lội, nhảy cầu và bóng nước. Các môn này nằm trong chương trình thi đấu chính thức của đại hội và được tổ chức tại thủ đô Bangkok, Thái Lan. Các nội dung thi đấu diễn ra trong khoảng thời gian từ ngày 12 đến ngày 15 tháng 12 năm 1967, quy tụ nhiều vận động viên đến từ các quốc gia trong khu vực Đông Nam Á.

## Bơi lội
Nội dung của nam
| Nội dung                 | Vàng                                | Vàng    | Bạc                                 | Bạc     | Đồng                                | Đồng    |
| ------------------------ | ----------------------------------- | ------- | ----------------------------------- | ------- | ----------------------------------- | ------- |
| 100 m tự do              | Singapore (SIN) Tan Thuan Heng      | 56.7    | Thái Lan (THA) Narong Chok Unmuay   | 59.0    | Thái Lan (THA) D. Kongcharoen       | 59.5    |
| 200 m tự do              | Singapore (SIN) Tan Thuan Heng      | 2:05.5  | Thái Lan (THA) D. Kongcharoen       | 2:12.7  | Singapore (SIN) Daniel Howe         | 2:21.2  |
| 400 m tự do              | Singapore (SIN) Tan Thuan Heng      | 4:34.9  | Thái Lan (THA) D. Kongcharoen       | 4:48.6  | Miến Điện (BIR) Aung Hlain Win      | 4:54.1  |
| 1500 m tự do             | Singapore (SIN) Tan Thuan Heng      | 19:21.1 | Malaysia (MAS) Chan Chee Seng       | 19:37.1 | Thái Lan (THA) S. Jutuporn          | 20:11.0 |
|                          |                                     |         |                                     |         |                                     |         |
| 100 m bơi ngửa           | Singapore (SIN) Alex Chan           | 1:06.3  | Miến Điện (BIR) Ohn Thwin           | 1:09.6  | Malaysia (MAS) Leong Wei Tat        | 1:10.8  |
| 200 m bơi ngửa           | Singapore (SIN) Alex Chan           | 2:29.3  | Miến Điện (BIR) Ohn Thwin           | 2:33.5  | Malaysia (MAS) Leong Wei Tat        | 2:35.1  |
|                          |                                     |         |                                     |         |                                     |         |
| 100 m bơi ếch            | Malaysia (MAS) Wong Fu Kang         |         | Malaysia (MAS) Ong Lay Sinn         | 1:16.9  | Thái Lan (THA) V. Klambonjong       | 1:17.6  |
| 200 m bơi ếch            | Thái Lan (THA) Somchai Purgchaipaew | 2:43.9  | Malaysia (MAS) Yek Bee Yong         | 2:51.3  | Thái Lan (THA) V. Klambonjong       | 2:52.1  |
|                          |                                     |         |                                     |         |                                     |         |
| 100 m bơi bướm           | Miến Điện (BIR) Aung Hlain Win      | 1:03.3  | Thái Lan (THA) Narong Chok Unmuay   | 1:03.3  | Thái Lan (THA) Vichian Magtanaroong |         |
| 200 m bơi bướm           | Singapore (SIN) Alex Chan           | 2:22.6  | Thái Lan (THA) Vichian Magtanaroong | 2:23.2  | Miến Điện (BIR) Nanda Kyaw Zwa      | 2:29.3  |
|                          |                                     |         |                                     |         |                                     |         |
| 400 m hỗn hợp cá nhân    | Singapore (SIN) Alex Chan           | 5:17.6  | Miến Điện (BIR) Nanda Kyaw Zwa      | 5:23.7  | Thái Lan (THA) Narok Chok Unmuay    | 5:30.0  |
|                          |                                     |         |                                     |         |                                     |         |
| 4 × 100 m tiếp sức tự do | Thái Lan (THA)                      | 3:54.3  | Singapore (SIN)                     | 4:01.4  | Miến Điện (BIR)                     | 4:07.2  |
| 4 × 200 m tiếp sức tự do | Thái Lan (THA)                      | 9:07.1  | Singapore (SIN)                     | 9:08.7  | Miến Điện (BIR)                     | 9:29.9  |
| 4 × 100 m medley relay   | Thái Lan (THA)                      | 4:23.5  | Singapore (SIN)                     | 4:32.0  | Miến Điện (BIR)                     | 4:35.7  |

Nội dung của nữ
| Event                      | Vàng                                | Vàng   | Bạc                                  | Bạc    | Đồng                                 | Đồng   |
| -------------------------- | ----------------------------------- | ------ | ------------------------------------ | ------ | ------------------------------------ | ------ |
| 100 m tự do                | Singapore (SIN) Patricia Chan       | 1:07.1 | Thái Lan (THA) Pacharine Tangtanakul | 1:09.4 | Singapore (SIN) Molly Tay Chin Say   | 1:10.4 |
| 200 m tự do                | Singapore (SIN) Patricia Chan       | 2:26.3 | Singapore (SIN) Molly Tay Chin Say   | 2:33.5 | Thái Lan (THA) Panarai Krisnaraja    | 2:36.4 |
| 400 m tự do                | Singapore (SIN) Patricia Chan       | 5:01.5 | Thái Lan (THA) Panarai Krisnaraja    | 5:26.8 | Miến Điện (BIR) Mary Soe             | 5:41.1 |
|                            |                                     |        |                                      |        |                                      |        |
| 100 m bơi ngửa             | Singapore (SIN) Patricia Chan       | 1:15.2 | Singapore (SIN) Molly Tay Chin Say   | 1:17.7 | Thái Lan (THA) Pacharine Tangtanakul | 1:17.7 |
| 200 m bơi ngửa             | Singapore (SIN) Patricia Chan       | 2:45.0 | Thái Lan (THA) Pacharine Tangtanakul | 2:49.9 | Singapore (SIN) Molly Tay Chin Say   | 2:50.5 |
|                            |                                     |        |                                      |        |                                      |        |
| 100 m bơi ếch              | Thái Lan (THA) Chintana Thongratana | 1:23.2 | Thái Lan (THA) Amphai Imphang        | 1:27.3 | Miến Điện (BIR) Polly Ba San         | 1:27.7 |
| 200 m bơi ếch              | Thái Lan (THA) Chintana Thongratana | 2:58.2 | Miến Điện (BIR) Polly Ba San         | 3:09.1 | Thái Lan (THA) Amphai Imphang        | 3:10.9 |
|                            |                                     |        |                                      |        |                                      |        |
| 100 m bơi bướm             | Singapore (SIN) Patricia Chan       | 1:13.1 | Singapore (SIN) Tay Chin Joo         | 1:18.3 | Miến Điện (BIR) Mya Mya Win          | 1:21.0 |
| 200 m bơi bướm             | Singapore (SIN) Patricia Chan       | 2:46.7 | Singapore (SIN) Tay Chin Joo         | 2:54.8 | Thái Lan (THA) V. Purngkaserkitt     | 3:20.0 |
|                            |                                     |        |                                      |        |                                      |        |
| 200 m hỗn hợp cá nhân      | Singapore (SIN) Patricia Chan       | 2:45.7 | Miến Điện (BIR) Mya Mya Win          | 2:56.8 | Singapore (SIN) Tay Chin Joo         | 2:58.6 |
|                            |                                     |        |                                      |        |                                      |        |
| 4 × 100 m tiếp sức tự do   | Singapore (SIN)                     | 4:43.5 | Thái Lan (THA)                       | 4:47.9 | Miến Điện (BIR)                      | 4:54.9 |
| 4 × 100 m tiếp sức hỗn hợp | Singapore (SIN)                     | 5:12.3 | Thái Lan (THA)                       | 5:13.8 | Miến Điện (BIR)                      | 5:19.5 |